# 山形線
山形線（やまがたせん）は、東日本旅客鉄道（JR東日本）奥羽本線のうち、山形新幹線が走行する福島県福島市の福島駅から山形県新庄市の新庄駅までの区間の愛称および普通列車の愛称である。
「山形線」の愛称は山形新幹線に対する福島駅 - 山形駅間の在来線の愛称としてわかりやすくするため1992年（平成4年）7月1日から使用されている。後に1999年（平成11年）に山形新幹線が新庄駅まで延伸開業した際に山形駅 - 新庄駅間も山形線に指定され、現在に至る。
1992年の新幹線直行特急「つばさ」の運行開始に伴い、この区間は従来の狭軌（軌間1,067mm）から、標準軌（軌間1,435mm）に改軌された。このため、山形線の普通列車には標準軌専用の車両が使用され、狭軌である他線（東北本線、仙山線など）や奥羽本線の新庄駅以北に乗り入れることはできず、また他線の列車や貨物列車が山形線に乗り入れることもできない（後述の単線並列区間を除く）。JRの在来線では田沢湖線と共に数少ない標準軌を採用している路線である。

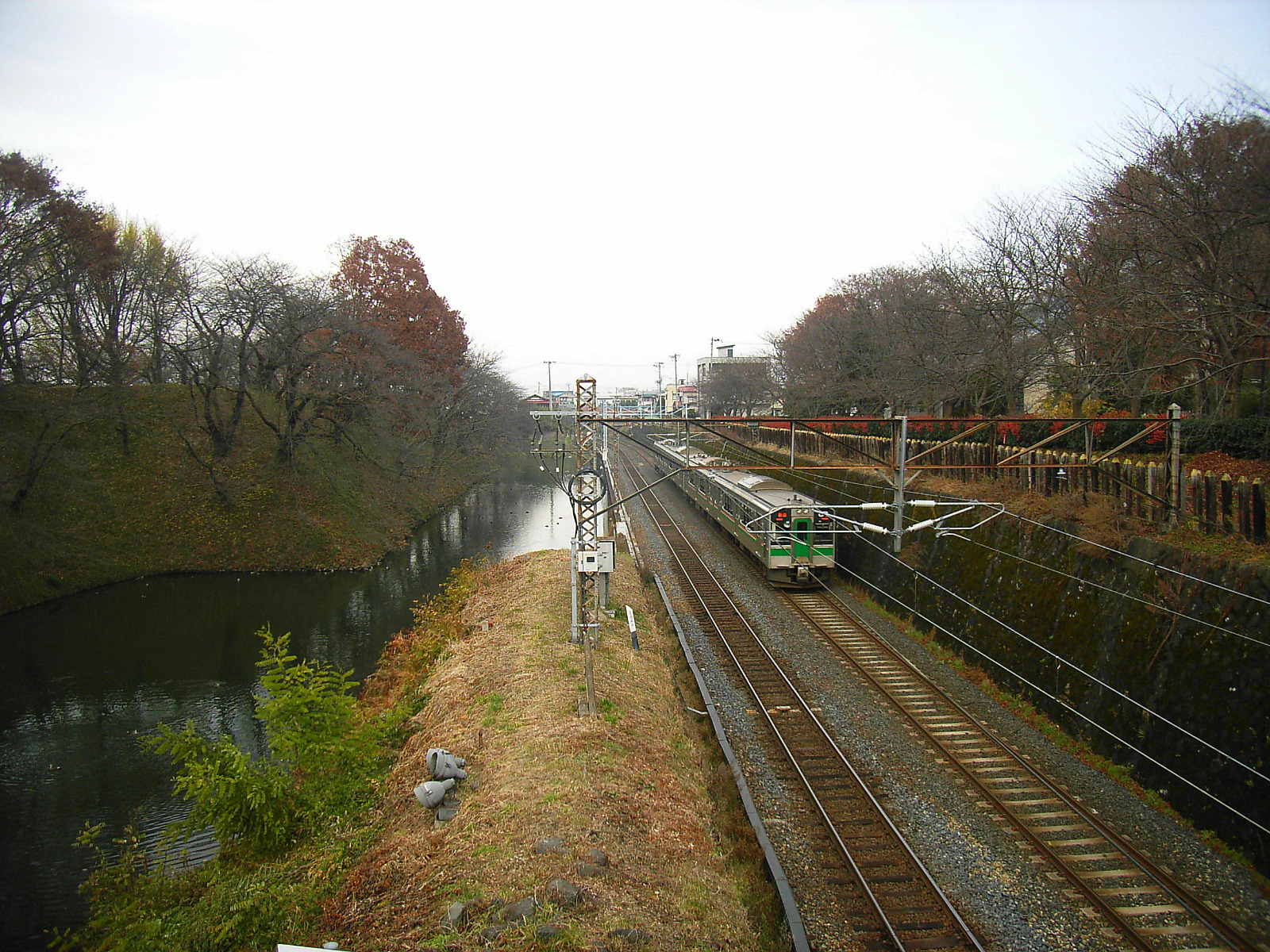
山形駅 - 羽前千歳駅間は仙山線が並走し、標準軌と狭軌が並ぶ（右が標準軌）

かつて、福島・山形県境の板谷峠には4つのスイッチバック駅（赤岩駅・板谷駅・峠駅・大沢駅）があったが、山形新幹線開業の際に普通列車も従来より高性能の電車に置き換えられ、スイッチバックは廃止された。スイッチバックの遺構は、現在でも各駅に残されている。
2014年春より全区間が大都市近郊区間として新設される「仙台近郊区間」となり、同時に福島駅・山形駅でICカード乗車券「Suica」が利用可能となった。さらに2024年3月16日よりかみのやま温泉駅 - 村山駅間の全駅でSuicaの利用が可能となり、同区間内のSuica定期券も発売されるようになった。なお、福島・山形を除く山形新幹線停車駅には「新幹線eチケットサービス」および「Suica定期券新幹線乗車サービス」（かみのやま温泉駅 - 村山駅間のみ）、「タッチでGo!新幹線」用の改札機が設置されているが、これは在来線列車用ではない（中者はSuica定期券のICカード残額から特急料金、後者はICカード残額から運賃に特急料金を加えた額が出場時に引き落とされる）。

## 路線データ
- 管轄（事業種別）：東日本旅客鉄道
- 区間・路線距離（営業キロ）：福島 - 新庄 148.6km（第一種鉄道事業者）
- 軌間：1435mm
- 駅数：35駅（福島駅、新庄駅含む）
- 複線区間：福島駅 - 関根駅間[* 1]、赤湯駅 - 北赤湯信号場間、羽前中山駅 - 山形駅間、芦沢駅 - 舟形駅間
- 電化区間：全線（交流20,000V、50Hz）
- 閉塞方式：複線自動閉塞式（複線区間）、単線自動閉塞式（単線区間）
- 保安装置：ATS-P
- 最高速度：優等列車130km/h、普通列車110km/h
- 運転指令所：仙台総合指令室（CTC）

全区間、東北本部の管轄である。

## 運行形態
山形新幹線開業当初は米沢駅 - 山形駅間に快速「ざおう」も設定されていたが、1999年頃からは全列車各駅に停車する普通列車となっている。
新庄延伸当初は米沢駅 - 新庄駅間を直通する列車が数本設定されていたが、2000年代に米沢駅・山形駅の両駅を境に運転系統の分離が進み、現在は福島駅 - 米沢駅間・米沢駅 - 山形駅間・山形駅 - 新庄駅間の3区間折り返しを基本に以下のように運行されている。

### 福島駅 - 米沢駅間
この区間は関根駅 - 米沢駅間を除いてすべて複線と設備が整っているが、人口希薄地域である板谷峠を通るため、福島駅 - 米沢駅間を通して運行する普通列車は6往復のみであり、4時間以上列車の運行がない時間帯がある。一方、福島市内の通勤通学需要が大きい福島駅 - 庭坂駅間では、庭坂駅折り返しの区間列車5往復を含めた11往復の普通列車が朝夕を中心に運行されている。しかし、この区間においても9時台から16時台までは運行本数が極端に少ない（12時 - 13時台に1往復のみ運行）ため、日中は東北本線から山形線への乗換案内を省略する例もみられる。福島 - 庭坂間では並行する福島交通の路線バスの方がはるかに本数が多い（毎時2本程度。22時台まで運転されている。）。
この区間で新幹線の通過待ちが可能なのは庭坂駅のみであるが、新幹線の合間を縫う形で普通列車のダイヤが設定されているため、通過待ちは行われていない。
車両は719系5000番台のみが使用されている。ワンマン運転は行われておらず、車内改札が行われることが多い。
大雪時に新幹線の運行を優先するために庭坂駅 - 米沢駅間において計画運休が行われることもある。

### 米沢駅 - 山形駅間
この区間は1時間に1本程度（上りは2時間前後開く時間帯あり）運行されている。半分以上が単線区間である。山形駅の上り始発列車のみ、福島駅まで直通する。車両は719系5000番台のみが使用される。一部列車はワンマン運転を行っている。
かつて蔵王駅 - 山形駅間は、貨物列車の運転のため下り線のみ三線軌になっていたが、蔵王駅発着の貨物列車の廃止に伴って撤去された。

### 山形駅 - 新庄駅間
1 - 2時間に1本程度運行されている。芦沢駅 - 舟形駅間以外はすべて単線である。山形駅 - 新庄駅間での運行を中心に山形駅 - 天童駅・村山駅間の区間列車がある。輸送障害発生時は、山形駅 - さくらんぼ東根駅間でも運転される。日中と夜の一部列車はワンマン運転を行っている。山形花笠まつり・村山徳内まつり・新庄まつり・大石田まつり開催時には臨時列車が運行される。ただ、利用者の減少から減便傾向にある。
基本的に全列車終点まで先着するが、一部の列車は天童駅・村山駅で「つばさ」の待ち合わせを行う。
また、山形駅 - 羽前千歳駅間は、標準軌の山形線とは別に、仙山線・左沢線への直通列車専用の狭軌の単線が併設された単線並列区間である。そのため、この区間はほかの区間と比べ運行本数が多い区間となる（しかし間隔はまちまちで、同じ山形行きであっても日中は30分以上開くときもあれば数分間隔のときもある）。両線路とも正式な線路名称は奥羽本線であるが、それぞれ別の線路を使用しており運転系統も全く別々で、そのため時刻表などは別になっている。なお、羽前千歳駅を出てすぐ上り方で、標準軌の山形線と、狭軌の仙山線が平面交差しており、東西の位置を入れ替える。そのため、同駅上り方面の発着を両線で同時に行うことはできない。
舟形駅の少し先（新庄方向）からは陸羽東線が併走している。この併走区間にある南新庄駅は陸羽東線の単独駅であり、奥羽本線側にはホームはない。標準軌の山形線は新庄駅でレールとしては終端となり、新庄駅に乗り入れる他の狭軌線、つまり陸羽東線、陸羽西線および奥羽本線秋田方面とは物理的に繋がっておらず、新庄駅で乗換となる。なお、狭軌路線同士はいずれも物理的に繋がっている。

## 使用車両
- 719系5000番台（全区間）
- 701系5500番台（山形 - 新庄間）[* 2]

いずれも山形新幹線車両センター所属の電車である。山形線は標準軌であるため、車両も標準軌用に仕様が変更されている。車両運用は719系ワンマン運転対応編成と719系ワンマン運転非対応編成、701系で分かれている。
また東北本線への719系導入から標準軌化までのごく僅かな期間のみ719系0番台が運用されていた。
なお仙山線、左沢線からの乗り入れ車両についてはそれぞれの項を参照。

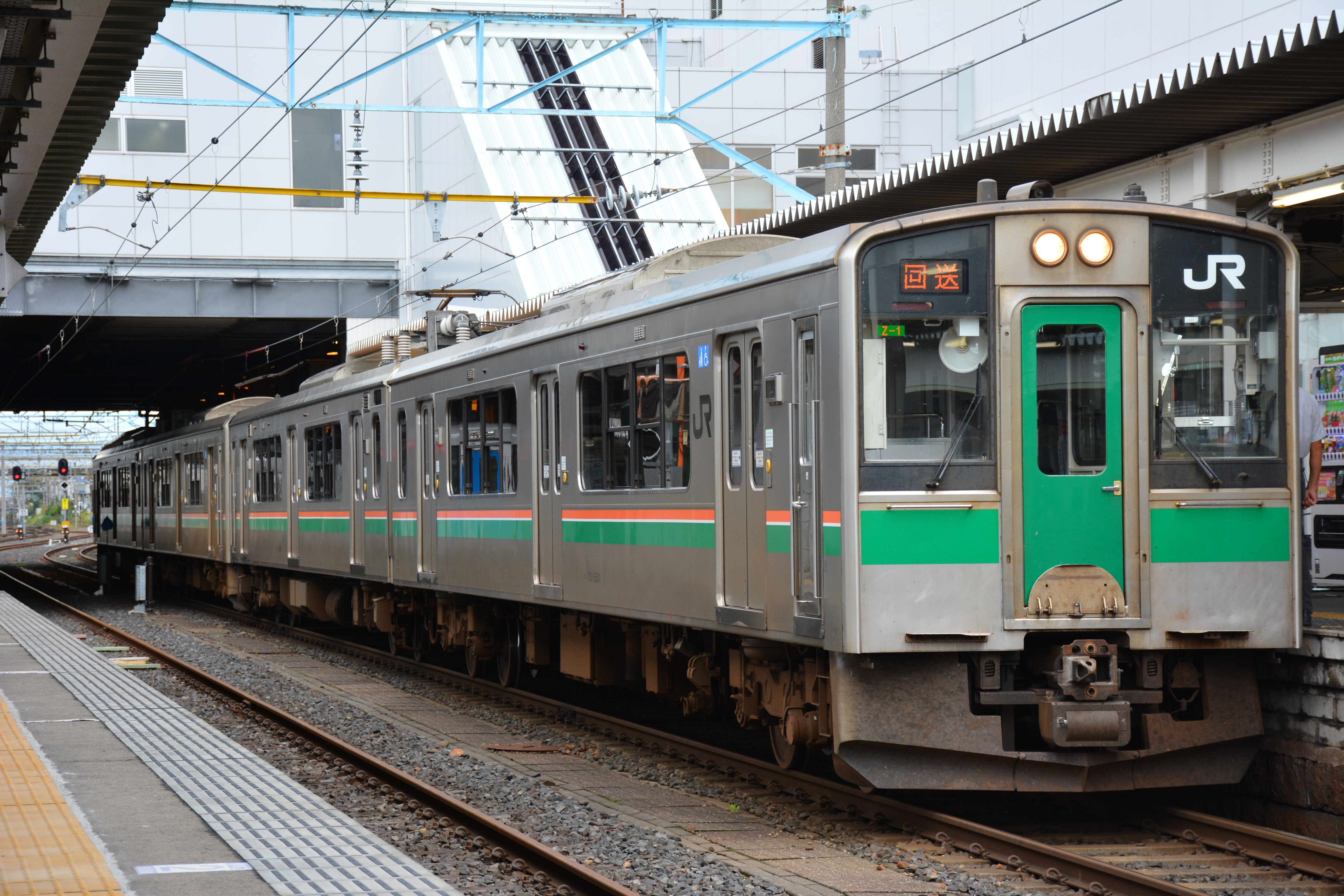
701系5500番台
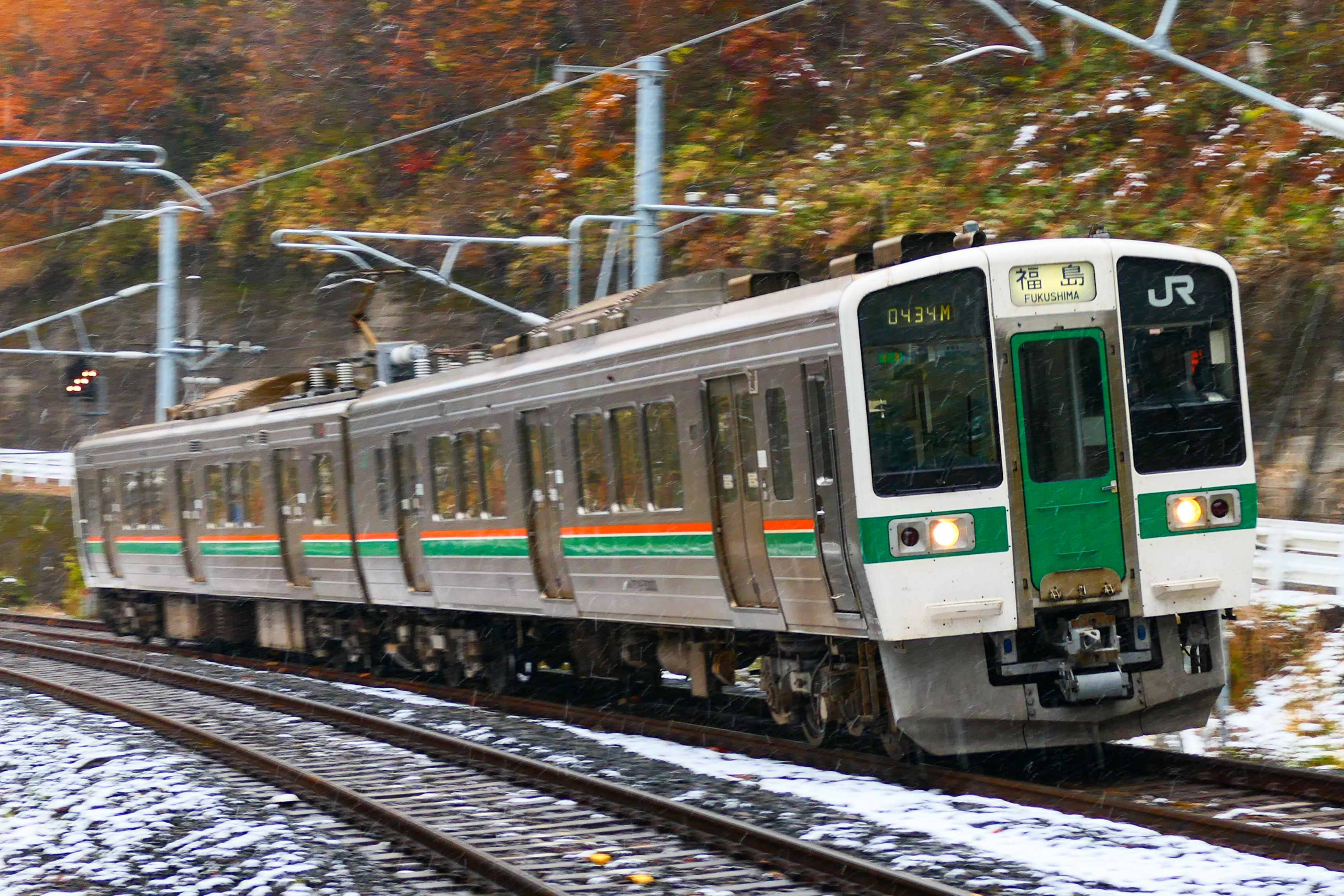
719系5000番台

## 担当乗務区所
- 福島統括センター（福島 - 米沢間）
- 山形統括センター（米沢 - 新庄間）
- 新庄統括センター（山形 - 新庄間）

## 駅一覧
- ：山形新幹線「つばさ」停車駅（詳細は列車記事もしくは山形新幹線を参照）
- 区分：直…直営駅、委…業務委託駅、簡…簡易委託駅、空欄…終日無人駅
  - 終日無人駅を除き、JR東日本による乗車人員集計対象駅[5]
- 普通列車（仙山線系統の快速列車を含む）は、板谷駅と大沢駅を除き、下表内の全ての旅客駅に停車する（2駅については備考欄参照）。
- 線路 … ||：複線、◇：単線（列車交換可能）、｜：単線（列車交換不可）、∨：これより下は単線、∧：これより下は複線・または終点（交換可能）
  - 山形駅 - 羽前千歳駅間は狭軌（軌間1,067mm）と標準軌（軌間1,435mm）の単線並列区間である。この表の「線路」欄では、山形線（標準軌）の線路についてのみ記す。狭軌の線路については、「左沢線#駅一覧」、「仙山線#駅一覧」参照。

| 駅名             | 区分 | 営業キロ | 営業キロ | 接続路線・備考                                                                   | 線路 | 所在地        | 所在地            |
| 駅名             | 区分 | 駅間     | 累計     | 接続路線・備考                                                                   | 線路 | 所在地        | 所在地            |
| ---------------- | ---- | -------- | -------- | -------------------------------------------------------------------------------- | ---- | ------------- | ----------------- |
| 福島駅           | 直   | -        | 0.0      | 東日本旅客鉄道： 東北新幹線・■東北本線 阿武隈急行：阿武隈急行線 福島交通：飯坂線 | ∨    | 福島県 福島市 | 福島県 福島市     |
| 笹木野駅         |      | 3.8      | 3.8      |                                                                                  | ∧    | 福島県 福島市 | 福島県 福島市     |
| 庭坂駅           |      | 3.1      | 6.9      |                                                                                  | \|\| | 福島県 福島市 | 福島県 福島市     |
| 板谷駅           |      | 14.3     | 21.2     | 冬季間は全列車通過                                                               | \|\| | 山形県        | 米沢市            |
| 峠駅             |      | 3.3      | 24.5     |                                                                                  | \|\| | 山形県        | 米沢市            |
| 大沢駅           |      | 4.3      | 28.8     | 通年で全列車通過                                                                 | \|\| | 山形県        | 米沢市            |
| 関根駅           |      | 6.0      | 34.8     |                                                                                  | ∨    | 山形県        | 米沢市            |
| 米沢駅           | 直   | 5.3      | 40.1     | 東日本旅客鉄道：■米坂線                                                          | ◇    | 山形県        | 米沢市            |
| 置賜駅           |      | 5.5      | 45.6     |                                                                                  | ◇    | 山形県        | 米沢市            |
| 高畠駅           | 委   | 4.3      | 49.9     |                                                                                  | ◇    | 山形県        | 東置賜郡 高畠町   |
| 赤湯駅           | 委   | 6.2      | 56.1     | 山形鉄道：フラワー長井線                                                         | ∧    | 山形県        | 南陽市            |
| 北赤湯信号場     | -    | -        | 61.6     |                                                                                  | ∨    | 山形県        | 南陽市            |
| 中川駅           |      | 8.3      | 64.4     |                                                                                  | ◇    | 山形県        | 南陽市            |
| 羽前中山駅       |      | 3.9      | 68.3     |                                                                                  | ∧    | 山形県        | 上山市            |
| かみのやま温泉駅 | 委   | 6.7      | 75.0     |                                                                                  | \|\| | 山形県        | 上山市            |
| 茂吉記念館前駅   |      | 2.8      | 77.8     |                                                                                  | \|\| | 山形県        | 上山市            |
| 蔵王駅           | 委   | 4.0      | 81.8     |                                                                                  | \|\| | 山形県        | 山形市            |
| 山形駅           | 直   | 5.3      | 87.1     |                                                                                  | ∨    | 山形県        | 山形市            |
| 北山形駅         | 委   | 1.9      | 89.0     | 東日本旅客鉄道：■左沢線                                                          | ◇    | 山形県        | 山形市            |
| 羽前千歳駅       |      | 2.9      | 91.9     | 東日本旅客鉄道：■仙山線                                                          | ｜   | 山形県        | 山形市            |
| 南出羽駅         |      | 1.7      | 93.6     |                                                                                  | ｜   | 山形県        | 山形市            |
| 漆山駅           |      | 1.3      | 94.9     |                                                                                  | ◇    | 山形県        | 山形市            |
| 高擶駅           |      | 2.1      | 97.0     |                                                                                  | ｜   | 山形県        | 天童市            |
| 天童南駅         |      | 1.3      | 98.3     |                                                                                  | ｜   | 山形県        | 天童市            |
| 天童駅           | 委   | 2.1      | 100.4    |                                                                                  | ◇    | 山形県        | 天童市            |
| 乱川駅           |      | 3.0      | 103.4    |                                                                                  | ｜   | 山形県        | 天童市            |
| 神町駅           |      | 2.9      | 106.3    |                                                                                  | ｜   | 山形県        | 東根市            |
| さくらんぼ東根駅 | 委   | 1.8      | 108.1    |                                                                                  | ◇    | 山形県        | 東根市            |
| 東根駅           |      | 2.5      | 110.6    |                                                                                  | ｜   | 山形県        | 東根市            |
| 村山駅           | 委   | 2.9      | 113.5    |                                                                                  | ◇    | 山形県        | 村山市            |
| 袖崎駅           |      | 8.0      | 121.5    |                                                                                  | ◇    | 山形県        | 村山市            |
| 大石田駅         | 委   | 5.4      | 126.9    |                                                                                  | ◇    | 山形県        | 北村山郡 大石田町 |
| 北大石田駅       |      | 3.9      | 130.8    |                                                                                  | ｜   | 山形県        | 北村山郡 大石田町 |
| 芦沢駅           | 簡   | 2.9      | 133.7    |                                                                                  | ∧    | 山形県        | 尾花沢市          |
| 舟形駅           | 簡   | 6.6      | 140.3    |                                                                                  | ∨    | 山形県        | 最上郡 舟形町     |
| 新庄駅           | 直   | 8.3      | 148.6    | 東日本旅客鉄道：■奥羽本線（湯沢・横手方面）・■陸羽東線・■陸羽西線                | ∧    | 山形県        | 新庄市            |

1. 1 2 3  福島駅 - 笹木野駅間のうち福島駅付近は山形線と新幹線アプローチ線の単線並列。合流地点 - 笹木野駅間は複線。
2. ↑  2024年3月15日までは奥羽本線米沢 - 山形間でも運用されていたが、翌16日の改正で同区間は719系に統一され、撤退した。
3. 1 2  仙山線・左沢線の列車はすべて山形駅まで運行されるが、山形駅 - 北山形駅 - 羽前千歳駅間においては専用の狭軌（軌間1,067mm）の線路を走行する。

### 過去の接続路線
いずれも「山形線」の愛称設定前に廃止。
- 糠ノ目駅（現・高畠駅）：山形交通高畠線 - 1974年11月18日廃止
- 大石田駅：山形交通尾花沢線 - 1970年9月10日廃止